# Strelečko
Strelečko falu Horvátországban, Sziszek-Monoszló megyében. Közigazgatásilag Martinska Ves községhez tartozik.

## Fekvése
Sziszek városától 4 km-re északra, községközpontjától 8 km-re délre a Száva jobb partján fekszik.

## Története
A település neve 1323-ban „Strelechko locus” néven tűnik fel először. 1334-ben „Strelechk”, 1539-ben „Zthrylychky”, 1545-ben „Ztrelychko”, 1555-ben „Ztrelechko”, 1560-ban „Zthrelechky” alakban említik a korabeli forrásokban. 1773-ban az első katonai felmérés térképén „Dorf Sztrelichko” néven szerepel. 1857-ben 132, 1910-ben 296 lakosa volt. 1918-ban az új szerb-horvát-szlovén állam, majd később Jugoszlávia része lett. A II. világháború idején a Független Horvát Állam része volt. A háború után a béke időszaka köszöntött a településre, enyhült a szegénység és sok ember talált munkát a közeli városban. A falu 1991. június 25-én a független Horvátország része lett. 2011-ben 537 lakosa volt.

## Népesség
| Lakosság változása | Lakosság változása | Lakosság változása | Lakosság változása | Lakosság változása | Lakosság változása | Lakosság változása | Lakosság változása | Lakosság változása | Lakosság változása | Lakosság változása | Lakosság változása | Lakosság változása | Lakosság változása | Lakosság változása | Lakosság változása |
| ------------------ | ------------------ | ------------------ | ------------------ | ------------------ | ------------------ | ------------------ | ------------------ | ------------------ | ------------------ | ------------------ | ------------------ | ------------------ | ------------------ | ------------------ | ------------------ |
| 1857               | 1869               | 1880               | 1890               | 1900               | 1910               | 1921               | 1931               | 1948               | 1953               | 1961               | 1971               | 1981               | 1991               | 2001               | 2011               |
| 132                | 163                | 169                | 209                | 253                | 296                | 284                | 264                | 225                | 252                | 347                | 458                | 526                | 545                | 511                | 537                |